# Nomisia recepta
Nomisia recepta är en spindelart som först beskrevs av Pietro Pavesi 1880.  Nomisia recepta ingår i släktet Nomisia och familjen plattbuksspindlar. Inga underarter finns listade i Catalogue of Life.